# Штиценгрин
Штиценгрин (њем. Stützengrün) општина је у њемачкој савезној држави Саксонија. Једно је од 69 општинских средишта округа Ерцгебирге. Према процјени из 2010. у општини је живјело 3.673 становника. Посједује регионалну шифру (AGS) 14521600.

## Географски и демографски подаци
Штиценгрин се налази у савезној држави Саксонија у округу Ерцгебирге. Општина се налази на надморској висини од 584 метра. Површина општине износи 28,4 km². У самом мјесту је, према процјени из 2010. године, живјело 3.673 становника. Просјечна густина становништва износи 130 становника/km².